# Pieter Cramer
Pieter Cramer, född 21 maj 1721 i Amsterdam, Nederländerna, död 28 september 1776 i samma stad, var en holländsk köpman och entomolog.
Cramer var samlare av stora mått och lät konstnären Gerrit Wartenaar måla sin samling av fjärilar. Målningarna samlades i verket De Uitlandsche Kapellen, som publicerades i fyra volymer om 33 delar, 1775–1782. Verket kom att användas för namngivning av fjärilar, sedan Carl von Linné utvecklat systemet för en modern systematik.